# Aeroportul Plan de Guadalupe
Aeroportul Plan de Guadalupe (în spaniolă Aeropuerto Internacional Plan de Guadalupe) (IATA: SLW, ICAO: MMIO) este un aeroport din Ramos Arizpe⁠(d), Ramos Arizpe⁠(d), Coahuila, Mexic ce deservește zona Saltillo. Aeroportul a fost tranzitat în 2023 de 1.417 pasageri.
Situat la o altitudine de 1.456 m, aeroportul dispune de o singură pistă. Este operat de Administradora Coahuilense de Infraestructura y Transporte Aéreo⁠(d).